# Лагода (Зеленогурський повіт)
Лагода (пол. Łagoda, нім. Legel) — село в Польщі, у гміні Новогруд-Бобжанський Зеленогурського повіту Любуського воєводства.
Населення — 57 осіб (2011).
У 1975-1998 роках село належало до Зеленогурського воєводства.

## Демографія
Демографічна структура станом на 31 березня 2011 року:
|          | Загалом | Допрацездатний вік | Працездатний вік | Постпрацездатний вік |
| -------- | ------- | ------------------ | ---------------- | -------------------- |
| Чоловіки | 31      | 7                  | 24               | 0                    |
| Жінки    | 26      | 7                  | 14               | 5                    |
| Разом    | 57      | 14                 | 38               | 5                    |